# SELP Mladá Boleslav
SELP Mladá Boleslav byl český futsalový klub z Mladé Boleslavi. Klub byl založen v roce 1997 pod názvem SELP United Praha. V sezóně 1999/00 klub postoupil do Okresního přeboru na Kladensku, po sezóně byl přesunut do Divize (3. nejvyšší soutěž). V ní o tři sezóny později zvítězil a postoupil do druholigové skupiny Západ. V té se až do sloučení se Sokolem Vysočany pohyboval pouze v nižších patrech tabulky. V sezóně 2006/07 vyhrál suverénním způsobem druholigovou skupinu Západ a postoupil tak poprvé v historii do nejvyšší soutěže. V roce 2007 se klub přestěhoval z Prahy do Mladé Boleslavi, s čímž souvisela i změna názvu na Selp SV Mladá Boleslav. Klub zaniká v roce 2009 přesunutím klubu do nově vzniklé pražské Slavie.

## Vývoj názvů klubu
Zdroj:
- 1997 – SELP United Praha
- 1998 – SELP Praha
- 1999 – FC SELP Praha (Futsal Club SELP Praha)
- 2000 – SELP United Praha
- 2004 – SELP Exchange Praha
- 2005 – SELP Sokol Vysočany Praha – sloučení se Sokolem Vysočany
- 2006 – SELP Vysočany Praha
- 2007 – Selp SV Mladá Boleslav
- 2008 – SELP Mladá Boleslav

## Umístění v jednotlivých sezonách
Zdroj:
Legenda: Z – zápasy, V – výhry, R – remízy, P – porážky, VG – vstřelené góly, OG – obdržené góly, +/- – rozdíl skóre, B – body, červené podbarvení – sestup, zelené podbarvení – postup, světle fialové podbarvení – přesun do jiné soutěže
| Česko (1997 – 2009) |                                            |        |    |    |   |    |     |     |      |    |       |             |
| Sezóny              | Liga                                       | Úroveň | Z  | V  | R | P  | VG  | OG  | +/-  | B  | P. ZČ | Play-off    |
| 1997/98             | Kvalifikace o 1. kladenskou okresní soutěž | 6      | 4  | 4  | 0 | 0  | 35  | 6   | +29  | 12 | 1.    |             |
| 1998/99             | 1. kladenská okresní soutěž                | 5      | 26 | 14 | 6 | 8  | 96  | 60  | +36  | 48 | 5.    |             |
| 1999/00             | 1. kladenská okresní soutěž                | 5      | 24 | 19 | 3 | 2  | 131 | 46  | +85  | 60 | 2.    |             |
| 2000/01             | Kladenský okresní přebor                   | 4      | 22 | 12 | 3 | 7  | 94  | 73  | +21  | 39 | 3.    |             |
| 2001/02             | Divize – sk. Střední Čechy                 | 3      | 22 | 9  | 1 | 12 | 114 | 126 | -12  | 28 | 8.    |             |
| 2002/03             | Divize B                                   | 3      | 22 | 13 | 2 | 7  | 184 | 107 | +77  | 41 | 3.    |             |
| 2003/04             | Divize A                                   | 3      | 20 | 20 | 0 | 0  | 213 | 79  | +134 | 60 | 1.    |             |
| 2004/05             | 2. liga – sk. Západ                        | 2      | 22 | 12 | 1 | 9  | 125 | 108 | +17  | 37 | 5.    |             |
| 2005/06             | 2. liga – sk. Západ                        | 2      | 22 | 10 | 2 | 10 | 159 | 112 | +47  | 32 | 6.    |             |
| 2006/07             | 2. liga – sk. Západ                        | 2      | 22 | 18 | 2 | 2  | 145 | 94  | +51  | 56 | 1.    |             |
| 2007/08             | 1. celostátní liga                         | 1      | 22 | 12 | 2 | 8  | 77  | 68  | +9   | 38 | 4.    | Čtvrtfinále |
| 2008/09             | 1. celostátní liga                         | 1      | 22 | 9  | 6 | 7  | 81  | 69  | +12  | 33 | 4.    | Semifinále  |